# Cassytha aurea
Cassytha aurea är en lagerväxtart som beskrevs av J.Z. Weber. Cassytha aurea ingår i släktet Cassytha och familjen lagerväxter. Utöver nominatformen finns också underarten C. a. hirta.